# Bebrava
Die Bebrava ist ein Fluss mit 47,2 Kilometern Länge in der Slowakei. Er durchfließt die Bezirke Bánovce nad Bebravou und Topoľčany und mündet als rechtsseitiger Zufluss in die Nitra. Dabei hat er ein Wassereinzugsgebiet von 634 km² und erreicht an seiner Mündung in die Nitra (bei der Gemeinde Práznovce) eine Durchflussmenge von 2,3 m³/s.